# Diagramma
Diagramma és un gènere de peixos pertanyent a la família dels hemúlids.

## Taxonomia
- Diagramma centurio (Cuvier, 1830)[2]
- Diagramma labiosum (Macleay, 1883)[3]
- Diagramma melanacrum (Johnson & Randall, 2001)[4]
- Diagramma pictum (Thunberg, 1792)[5]
- Diagramma punctatum (Cuvier, 1830)[2][6][7][8][9][10][11]